# Streckbett

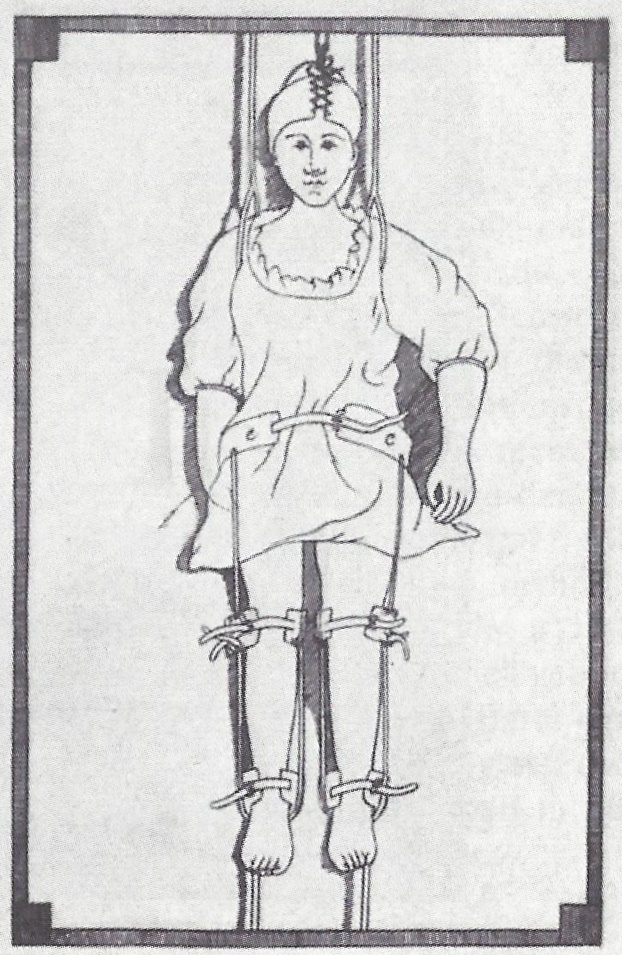
Streckbett nach Jean-André Venel

Ein Streckbett ist eine orthopädische Vorrichtung.
Sie besteht aus einer Bettstelle mit Matratze, woran sich Apparate befinden, durch die der verkrümmte Körper mittels Zug an Kopf, Hals, Becken oder Füßen, auch wohl mittels Druck zum Beispiel von der Seite her, eine Zeit lang in der Richtung erhalten wird, die er zur Beseitigung gewisser Krümmungen oder Streckung gewisser verkürzter Muskeln oder Sehnen usw. einnehmen soll. In der Chirurgie bedient man sich der Streckbetten nur in frischen und subakuten Fällen, namentlich bei Beinbrüchen der unteren Extremitäten, Entzündungen der Gelenke, Resektionen etc., hier aber mit dem segensreichsten und eklatantesten Erfolg. Für veraltete Fälle, Verkrümmungen der Wirbelsäule und des Brustkorbs ist man von dem Gebrauch der Streckbetten fast ganz zurückgekommen.
Das Prinzip hat noch heute Bedeutung. Jugendliche Patienten mit schweren Skoliosen werden vor Spondylodesen mit einem Halofixateur (im Sitzen) gestreckt.